# Красная кнопка
Красная кнопка — второй альбом группы «Ундервуд». Презентация состоялась в июне 2003 года. Состоит из песен, написанных в «московский» период группы. В записи альбома принимала участие в качестве бэк-вокала вокалистка группы «Город 312» Светлана Назаренко.

## Список композиций
| №                   | Название              | Длительность |
| ------------------- | --------------------- | ------------ |
| 1.                  | «Прощай»              | 4:47         |
| 2.                  | «Понты-понты»         | 3:37         |
| 3.                  | «Мой Фюрер, это знак» | 3:23         |
| 4.                  | «Девушка с веслом»    | 5:13         |
| 5.                  | «Гастарбайтер»        | 4:27         |
| 6.                  | «Бумеранг»            | 3:52         |
| 7.                  | «Гулливер»            | 3:12         |
| 8.                  | «Джанки-Джанкой»      | 5:48         |
| 9.                  | «Витя и Маша»         | 3:24         |
| 10.                 | «Красная кнопка»      | 4:41         |
| 11.                 | «Вахтеры твоей любви» | 3:24         |
| Общая длительность: | Общая длительность:   | 45:48        |

Авторы музыки и текстов всех песен В. Ткаченко и М. Кучеренко